# 단원FM
단원FM는 대한민국의 공동체라디오 경기도 안산시 중심으로 라디오방송을 송출하고 있다. 주파수는 FM 88.7MHz이며, 2024년 3월 30일 개국했다.